# LinuxPPC
LinuxPPCは、PowerPCを用いたプラットフォーム向けに、有志が集まって最初に作られたLinuxディストリビューションである。Red Hat Linuxを基に作られ、PowerPCアーキテクチャ上で動作する。AppleのMacintoshだけでなく、かつて販売されていたBeOSマシンやIBMのPowerSeries、モトローラのPowerStackなどのPRePマシンでも動作していた。（出典：http://www.jonh.net/cgi-bin/lppcfom/fom?_recurse=1&file=169#file_216）Webサイトhttp://www.linuxppc.orgを拠点としていた。
後に開発時の有志が集まり、米国にLinuxPPC,Incを設立し、ディストリビューションCDの販売に乗り出したが、Jeff Carr 氏と他の開発者との金銭的なトラブルから、Jeff氏と他の開発者とが決裂した。その際、Jeff氏がwww.linuxppc.orgと、商業化に際し作られたwww.linuxppc.comサイトからの他の開発者の締め出しを行った事から、その他の開発者らはpenguinppc.orgサイトを設立した。後にここに集う主要メンバーがYellow Dog Linuxの開発を行い、現在に続く基礎を作った。
その後、LinuxPPC Inc.はJeff氏とごく少数の協力者により開発を続けていたが程なく行き詰まり、現在は事実上業務停止状態となっている。そのためLinuxPPCの開発およびメンテナンスも行われていない。
日本における開発と販売はアミュレット株式会社が請け負っていた。アミュレット株式会社は現在LinuxPPCの販売を停止しており、現在はYellow Dog Linuxの販売を行っている。